# Astidamant el Vell
Astidamant el Vell (en grec antic: Ἀστυδάμας; en llatí: Astydamas) fou un poeta tràgic grec, fill de Mòrsim i d'una germana del poeta Esquil.
Va ser deixeble d'Isòcrates d'Atenes i segons Suides va escriure 240 tragèdies i va guanyar 15 premis. La seva primera tragèdia es va representar a l'Olimpíada 95, segons Diodor de Sicília. Va ser l'autor d'un epigrama que es conserva a l'Antologia grega, que va donar lloc a la dita Σαυτὴν ἐπαινεῖς ὥσπερ Ἀστυδάμας ποτέ ('Aplaudeix-te a tu mateix tal com va fer Astidamant una vegada').